# Bedrijfseconomie
Bedrijfseconomie is een wetenschap die zich richt op de keuzeproblemen van bedrijven en andere organisaties. Deze discipline vormt de verbinding tussen bedrijfskunde en economie, waarbij de economische aspecten van bedrijfskunde en de bedrijfskundige kant van de economie worden bestudeerd.
Bedrijfseconomie is niet ontstaan als afsplitsing van de algemene economie, maar uit een reactie op een praktische behoefte. Het hoger onderwijs in bedrijfseconomie begon in 1909 aan de Technische Hoogeschool in Delft, gevolgd door de opening van de Nederlandsche Handels-Hoogeschool in Rotterdam in 1913 en de toevoeging van een handelsfaculteit aan de Gemeentelijke Universiteit in Amsterdam in 1921. Tegenwoordig zijn er in Nederland 8 faculteiten waar bedrijfseconomie wordt onderwezen, evenals vele HBO-opleidingen.
De klassieke indeling van bedrijfseconomie in Nederland, volgens Théodore Limperg (1879-1961), omvat:
- de leer van waarde en winst
- de leer van (kosten en) kostprijs
- de leer van de financiering
- de leer van de (interne en externe) organisatie.

Tegenwoordig is bedrijfseconomie een relatief zelfstandig vakgebied dat bedrijfsproblemen bestudeert, soms vanuit een economisch perspectief, maar ook met integratie van inzichten uit andere gedrags- en maatschappijwetenschappen om zo een maximale praktische relevantie te bereiken.
In september 2018 werd de naam van de bacheloropleiding Bedrijfseconomie landelijk gewijzigd naar Finance & Control. Deze naamswijziging maakte deel uit van een grotere aanpassing door de Vereniging Hogescholen, die het landelijke aanbod van bacheloropleidingen in het economisch domein herkenbaarder wilde maken. Voor studenten Bedrijfseconomie betekende dit dat zij bij afstuderen na september 2018 een andere titel kregen dan zij verwachtten bij aanvang van de studie. De graad, Bachelor of Science, bleef echter hetzelfde.

## Onderwerpen in de bedrijfseconomie

### Financiering
Ondernemingsfinanciering bestaat uit zaken als:
- Corporate finance: de behoefte van een bedrijf aan middelen om het bedrijfsproces te financieren. Dit is het terrein van de kapitaalmarkt. Een bedrijf kan zijn behoefte aan kapitaal op verschillende manieren bevredigen, bijvoorbeeld door het uitgeven van aandelen of obligaties, of door geld te lenen bij een bank of bij een ander bedrijf.
- Treasury: betreft het beheer van de kasstromen, een taak die bij grote bedrijven uitgevoerd wordt door de treasury-afdeling. Dit proces, ook bekend onder de Engelse term cash management, omvat diverse aspecten. Belangrijk is bijvoorbeeld het rente- en valutamanagement, waarbij risico's op het gebied van rente en vreemde valuta beheerst worden. Daarnaast speelt ook werkkapitaalbeheer een rol, wat inhoudt dat men het operationele beheer over het werkkapitaal voert.

### Financiële verslaglegging / Accounting
Onderdelen hierbij zijn:
- Boekhouding: Met balans, winst-en-verliesrekening en economische waarderingsmethoden
- Management accounting: verzamelen, ordenen, analyseren en rapporteren van financiële informatie voor intern gebruik binnen een onderneming. Deze discipline houdt zich onder andere bezig met het beheer van kosten en het gebruik van financiële kengetallen.
- Financial accounting: verzamelen, ordenen, analyseren en rapporteren van (financiële)-informatie voor extern gebruik door de onderneming. Bijvoorbeeld in de vorm van een jaarverslag
- Auditing en Accountancy: de controle van boekhouding en het jaarverslag
- Administratieve organisatie
- ERP-software

### Marketing en verkoop
Met zaken als marketing, reclame, merk, prijsdifferentiatie, marktonderzoek etc.

### Organisatie en leiding
Het organiseren, vormgeven van het bedrijf met onderwerpen als: management, logistiek, humanresourcemanagement, organisatiekunde, strategische planning etc.

### Gerelateerde onderwerpen
In de bedrijfseconomische studie komen ook onderwerpen / vakken aan de orde als:
- Wiskunde
- Statistiek
- Wetenschapsfilosofie
- Bedrijfsethiek
- Belastingrecht
- Handelsrecht
- Arbeids- en organisatiepsychologie
- Communicatie

## Bedrijfseconoom
Een bedrijfseconoom is een persoon die zich bezighoudt met bedrijfseconomie. Hij of zij wordt geacht wiskundige, juridische en economische kennis toe te passen in bedrijfseconomische vraagstukken. Veelvoorkomende functies voor bedrijfseconomen zijn controller, accountant, consultant, manager en docent.